# São José da Coroa Grande
São José da Coroa Grande este un oraș în Pernambuco (PE), Brazilia.